# Amphitecna isthmica
Amphitecna isthmica là một loài thực vật]] thuộc họ Bignoniaceae. Loài này có ở Colombia, Costa Rica, và Panama. Chúng hiện đang bị đe dọa vì mất môi trường sống.